# Kiviks Musteri
Kiviks Musteri er et familieforetagende etableret i 1888 på Østerlen i Kivik i Skåne, og drives af fjerde generation af familien Åkesson. Mosteriet forædler frugt til blandt andet æblemost, juicer, cider, frugtgrød og supper. Varerne distribueres via detailhandelen men kan også købes på stedet i Musteributiken. Mosteriet har også et kundskabshus der hedder Äpplets Hus, hvor man kan lære om æblets historie og forskning i forskellige frugtsorter. Mosteriet driver også caféen og restauranten Kärnhuset.